# Filtre à ondes acoustiques de volume
Pour les articles homonymes, voir filtre.
Un filtre à ondes acoustiques de volume (souvent désigné par l'acronyme anglais BAW pour Bulk Acoustic Wave) est un type de filtre passe-bande. Un tel filtre sont adaptés à des gammes de fréquence s'échelonnant de 0,5 GHz à 10 GHz et donc au domaine de la transmission sans fil. 
Si les filtres à ondes acoustiques de surface existent depuis les origines de la téléphonie mobile, la technologie BAW est plus récente, avec un premier produit sur le marché en 2001.

## Principe de fonctionnement
Un filtre BAW utilise un matériau piézoélectrique pour la transduction, c'est-à-dire pour générer et recevoir une onde de compression. Les matériaux piézoélectriques utilisés sont le niobate de lithium, le nitrure d'aluminium, l'oxyde de zinc et le PZT
Il existe plusieurs filières de BAW, se distinguant par la méthode utilisée pour le filtrage proprement dit : 
- dans le BAW-SMR (solidly mounted resonator), il assuré par un empilement de couches présentant alternativement des impédances acoustiques fortes et faibles, l'ensemble jouant le rôle d'un miroir de Bragg ;
- dans le BAW sur cavité résonante (High overtone Bulk Acoustic Resonator, HBAR), c'est le substrat lui-même qui est le lieu d'ondes stationnaires (sur plusieurs centaines de micromètres) ;
- dans le BAW-FBAR (Film Bulk Acoustic Resonator), c'est une membrane, séparée du substrat par une zone de vide, qui est en résonance.

### Choix du substrat
Si dans un filtre SAW, les propriétés mécaniques du substrat conditionnent directement le comportement du filtre, dans un BAW il n'a qu'un rôle de support. Il doit néanmoins avoir de bonnes propriétés diélectriques pour limiter les fuites du dispositif. Les filtres BAW sont réalisés sur des substrats silicium à haute résistivité (ils peuvent alors être inclus dans un circuit intégré plus vaste, ou sur des substrats de verre, voire de saphir synthétique .

### Réflecteur acoustique
Le miroir de Bragg est obtenu en alternant des couches à haute et basse impédance acoustique, chaque couche ayant une épaisseur correspondant à un quart de longueur d'onde à la fréquence centrale visée. 